# Dirección relativa

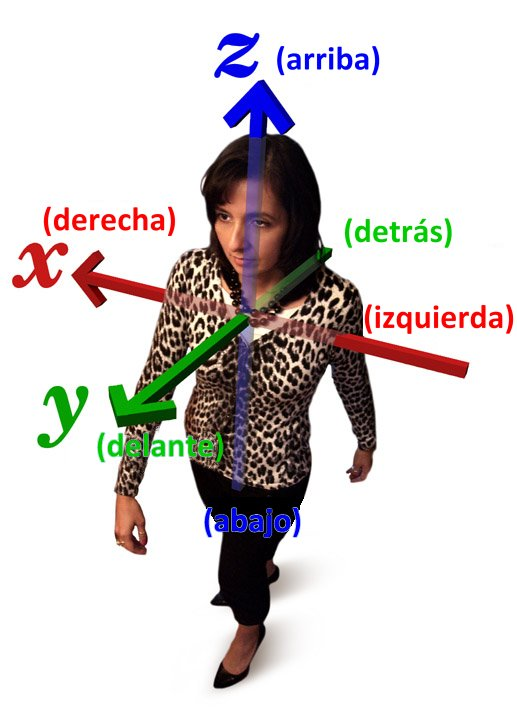
Un sistema de coordenadas cartesiano orientado a la derecha, que ilustra los ejes x (derecha-izquierda), y (delante-detrás) y z (arriba-abajo) en relación con un ser humano.

Las direcciones relativas más comunes son izquierda, derecha, delante, detrás, arriba y abajo. Ninguna dirección absoluta se corresponde con ninguna de las direcciones relativas. Esto es una consecuencia de la invariancia traslacional de las leyes de la física: la naturaleza, en términos generales, se comporta de la misma manera, sin importar en qué dirección se oriente el marco en el que se verifica un fenómeno. Como demuestra el resultado nulo del experimento de Michelson y Morley, no hay un marco de referencia inercial absoluto. Sin embargo, hay relaciones definidas entre las direcciones relativas. Izquierda y derecha, adelante y atrás, y arriba y abajo, son tres pares de direcciones complementarias, cada par ortogonal a los otros dos. Estas direcciones relativas también se conocen como coordenadas egocéntricas.

## Tradiciones y convenciones
Como las definiciones de izquierda y derecha basadas en la geometría del entorno natural son difíciles de manejar, en la práctica, el significado de las palabras de dirección relativa se transmiten a través de la tradición, la aculturación, la educación y la referencia directa. Una definición común de arriba y abajo utiliza la gravedad y el planeta Tierra como marco de referencia. Como hay una fuerza de gravedad muy notable que actúa entre la Tierra y cualquier otro objeto cercano, abajo se define como la dirección en la que un objeto se mueve en referencia a la Tierra cuando se permite que caiga libremente. Arriba se define como la dirección opuesta a abajo. Otra definición común utiliza un cuerpo humano, de pie, como marco de referencia. En ese caso, arriba se define como la dirección de los pies a la cabeza, perpendicular a la superficie de la Tierra. En la mayoría de los casos, arriba es una posición orientada en dirección generalmente opuesta a la del efecto de la gravedad. 

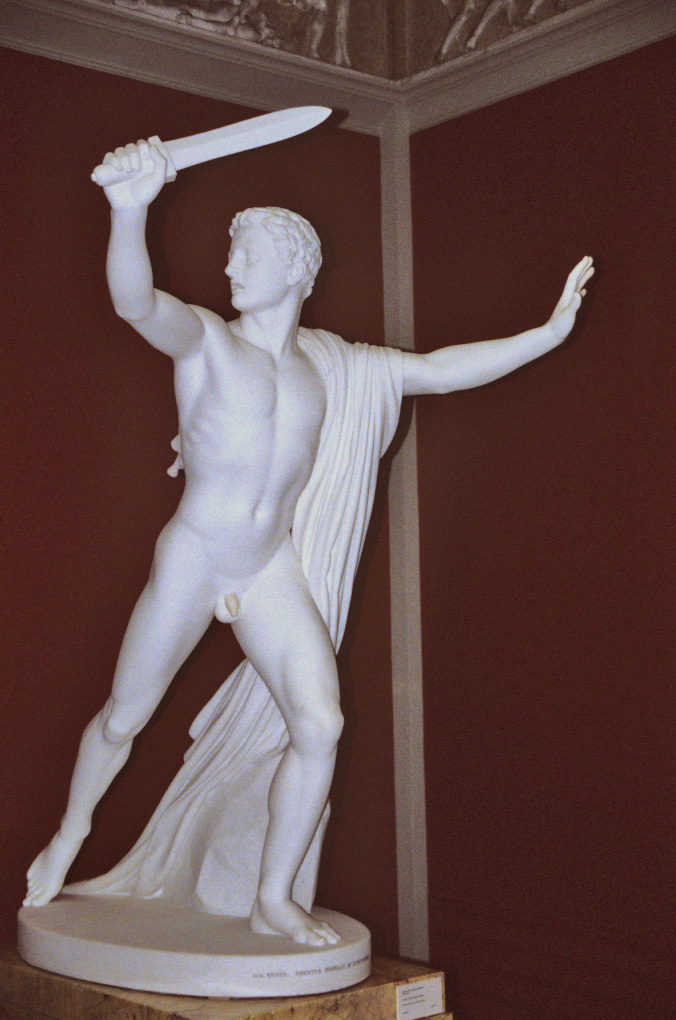
Esta estatua sostiene una espada en su mano derecha

En situaciones donde se necesita un marco de referencia común, lo habitual es usar una referencia egocéntrica. Un ejemplo simple es la señalización vial. Otro ejemplo es la escenografía, donde "por la izquierda" "por la derecha", "por arriba" y "por abajo" en un escenario teatral, se definen, por convención, desde el punto de vista del actor, pero donde "arriba" y "abajo" no siguen la convención ligada a la gravedad. Un ejemplo de una vista no egocéntrica es el maquetación de páginas, donde los términos relativos "mitad superior" o "margen izquierdo" se definen respecto al observador, pero se empleaban en sentido inverso para los componedores tipográficos, para los que coincidía con un punto de vista egocéntrico. En medicina y ciencia, donde las definiciones precisas son cruciales, las direcciones relativas (izquierda y derecha) son los lados del organismo, no los del observador. Lo mismo es cierto en heráldica, donde la izquierda y la derecha en un escudo de armas se tratan como si el escudo estuviera siendo sostenido por el que lo describe. Para evitar confusiones, se emplea terminología latina: dextra y siniestra para derecha e izquierda. La propia derecha y la propia izquierda son términos que se usan principalmente para describir imágenes, y superan la confusión potencial de que la mano derecha o "propia derecha" de una figura está en la mano izquierda tal como la ve el espectador de una imagen frontal. 
El avance y el retroceso se pueden definir al referirse al movimiento de un objeto o persona. Adelante se define como la dirección en la que se mueve el objeto. Atrás se define entonces como la dirección opuesta a avanzar. Alternativamente, "adelante" puede ser la dirección apuntada por la nariz del observador, definiendo "hacia atrás" como la dirección desde la nariz hacia el borde sagital del parietal del cráneo del observador. Con respecto a un barco, "adelante" indicaría la posición relativa de cualquier objeto que se encuentre en la dirección hacia donde apunta el barco. Para objetos simétricos, también es necesario definir hacia adelante y hacia atrás en términos de la dirección esperada. Muchos trenes de transporte público se construyen simétricamente, con cabinas de control en ambos extremos, y las definiciones de adelante, atrás, izquierda y derecha son temporales. 
Estando a una distancia significativa de los polos magnéticos, se puede calcular la posición relativa de izquierda y derecha usando una brújula y el sol. Situándose de frente al sol, antes del mediodía, el puntero norte de la brújula apunta a la mano "izquierda". Después del mediodía, apunta a la "derecha".

## Geometría del entorno natural

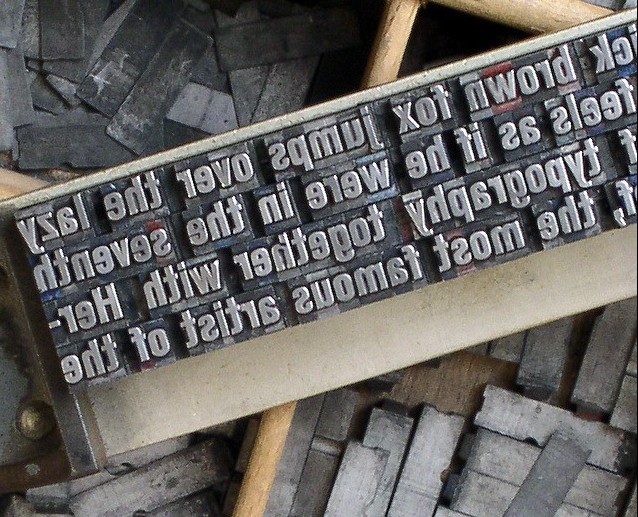
Composición de tipos

La regla de la mano derecha es una forma común de relacionar las tres direcciones principales. Durante muchos años, una cuestión fundamental en física fue si la regla de la mano izquierda sería equivalente. Muchas estructuras naturales, incluidos los cuerpos humanos, siguen cierta "orientación", pero se asumió ampliamente que la naturaleza no distinguía las dos posibilidades. Esto cambió con el descubrimiento de las violaciones de paridad en la física de partículas. Si una muestra de átomos de cobalto-60 se magnetiza de modo que giren en sentido contrario a las agujas del reloj alrededor de algún eje, la radiación beta resultante de su desintegración nuclear se dirigirá preferentemente en sentido opuesto a ese eje. Dado que el sentido contrario a las agujas del reloj se puede definir en términos de arriba, adelante y derecha, este experimento diferencia inequívocamente el sentido de izquierda a derecha utilizando solo elementos naturales: si se invirtieran, o los átomos girasen en el sentido de las agujas del reloj, la radiación seguiría el eje de rotación en lugar de oponerse a él. 

## Terminología náutica
Proa, popa, babor y estribor son términos náuticos que aluden a direcciones relativas e impersonales, ligadas al contexto del marco móvil de los pasajeros a bordo de un barco. La necesidad de términos impersonales se ve más claramente en un barco de remos (con un solo remo por remero), donde la mayoría de la tripulación mira hacia la popa ("hacia atrás"), por lo que los remos a su derecha están en realidad en el lado de babor del barco. Los remeros evitan los términos izquierdo, derecho, babor y estribor en favor del lado del primer remero y del lado de proa. El uso se deriva de la tradición de situar el remo más cercano a la popa del barco en el lado de babor. 

## Culturas sin direcciones relativas
La mayoría de las culturas humanas usan direcciones relativas como referencia, pero hay excepciones. Los pueblos aborígenes australianos como Guugu Yimithirr, Kaiadilt y Thaayorre no tienen palabras que denoten las direcciones egocéntricas en su idioma; en cambio, se refieren exclusivamente a las direcciones cardinales, incluso cuando describen espacios de pequeña escala. Por ejemplo, si quisieran que alguien se moviera sobre el asiento del automóvil para hacer espacio, podrían decir "muévete un poco hacia el este". Para decirle a alguien dónde exactamente dejaron algo en su casa, podrían decir: "Lo dejé en el borde sur de la mesa occidental". O podrían advertirle a una persona que "busque esa hormiga grande justo al norte de su pie". Otros pueblos "de la Polinesia a México y de Namibia a Bali" también tienen predominantemente "idiomas geográficos". El lenguaje de señas americano también hace un uso intensivo de la dirección geográfica a través de la orientación absoluta.  

## Discriminación de izquierda a derecha y confusión de izquierda a derecha
La discriminación de izquierda a derecha (LRD, por sus siglas en inglés) se refiere a la capacidad de una persona para diferenciar entre izquierda y derecha. La incapacidad para diferenciar con precisión entre la izquierda y la derecha se conoce como confusión izquierda-derecha. Según la investigación realizada por John R. Clarke de Universidad Drexel, este problema afecta a aproximadamente el 15% de la población. Las personas que lo sufren son capaces de realizar tareas diarias de navegación, como conducir de acuerdo con las señales de tráfico o seguir un mapa, pero pueden tener dificultades para realizar acciones que requieren una comprensión precisa de instrucciones direccionales, como el baile de salón.

### Predominio
Los datos sobre la prevalencia de la confusión izquierda-derecha se basan principalmente en estudios de comportamiento, autoevaluaciones y encuestas. Gormley y Brydges encontraron que en un grupo de 800 adultos, el 17% de las mujeres y el 9% de los hombres manifestaron dificultades para diferenciar entre la izquierda y la derecha. Dichos estudios sugieren que las mujeres son más propensas a esta confusión que los hombres, y muestran tasas más altas de la afección tanto en precisión como en velocidad de respuesta.

### Diferencias por sexo
La prueba de discriminación izquierda-derecha de Bergen está diseñada para medir con precisión la capacidad de distinguir izquierda y derecha de cada persona. Sin embargo, esta prueba ha sido criticada por incorporar tareas que requieren el uso de estrategias adicionales, como la rotación mental. Debido a que se ha demostrado que los hombres superan consistentemente a las mujeres en estas últimas tareas, las pruebas que involucran el uso de esta estrategia en particular pueden presentar demandas cognitivas alternativas y conducir a una evaluación inexacta de las habilidades relacionadas con la izquierda y la derecha. Se diseñó una versión extendida de la prueba de Bergen para permitir la evaluación diferencial de las habilidades relacionadas con la rotación mental y con la izquierda y la derecha, en las que se crearon subpruebas con altas o bajas demandas de rotación mental. Los resultados de estos estudios no encontraron diferencias de sexo en el rendimiento izquierda-derecha cuando la implicación de la rotación mental era baja. Otro estudio encontró que las diferencias de sexo en la discriminación de izquierda a derecha existían en términos de dificultades declaradas por los encuestados, pero no en la capacidad real probada.
Alternativamente, estudios centrados en esta capacidad como un fenómeno distinto de la rotación mental, concluyeron que existen diferencias de sexo. Los científicos controlaron el peso de la rotación mental,  los efectos potenciales del ciclo menstrual y otras fluctuaciones hormonales, y determinaron que los mecanismos neurocognitivos que apoyan la capacidad de discriminar izquierda y derecha son diferentes para hombres y mujeres. Esta investigación reveló que la activación del giro angular parietal inferior derecho se correlacionó con el rendimiento en hombres y mujeres. Las mujeres también demostraron un aumento de la activación prefrontal, pero no mostraron una mayor activación bilateral. Además, no se encontró correlación entre la precisión y la activación cerebral, ni entre la activación cerebral y el tiempo de reacción, para ambos sexos. Estos resultados indican que existen diferencias de sexo en los mecanismos neurocognitivos que subyacen en la capacidad de distinguir izquierda y derecha; sin embargo, estos hallazgos no sugirieron que las mujeres son más propensas a sufrir problemas con la discriminación de la derecha y la izquierda que los hombres.

### Adquisición y comparación de relaciones espaciales
Los seres humanos están constantemente tomando decisiones sobre relaciones espaciales. Sin embargo, algunas relaciones espaciales, como la existente entre izquierda y derecha, se confunden comúnmente, mientras que otras relaciones espaciales, como arriba-abajo,  y al frente-atrás, rara vez, si alguna, se confunden. La capacidad de categorizar y compartimentar el espacio es una herramienta esencial para moverse por el mundo tridimensional, una habilidad que se ha demostrado que se desarrolla en la primera infancia. La capacidad infantil de relacionar visualmente las relaciones de arriba abajo y de izquierda a derecha parece disminuir en la primera infancia, ya que la adquisición del lenguaje puede complicar la identificación verbal. Los niños aprenden a discriminar verbalmente entre las relaciones de arriba y abajo alrededor de la edad de tres años, y aprenden los términos lingüísticos de izquierda a derecha entre las edades de seis y siete; sin embargo, estas clasificaciones solo pueden existir en el contexto lingüístico. En otras palabras, los niños pueden aprender los términos de izquierda y derecha, pero sin haber desarrollado una representación cognitiva para permitir la aplicación precisa de tales distinciones espaciales. 
La investigación busca explicar la actividad neural asociada con la discriminación de izquierda y derecha, intentando identificar las diferencias en la codificación, consolidación y recuperación de las relaciones de izquierda y derecha frente a las de arriba y abajo. Un estudio encontró que los patrones de actividad neuronal para las distinciones de izquierda-derecha y arriba-abajo se representan de manera diferente en el cerebro, lo que lleva a la teoría de que estos juicios espaciales están respaldados por mecanismos cognitivos separados. Los experimentos utilizaron magnetoencefalografía para registrar la actividad neuronal durante una tarea no verbal computarizada, examinando las diferencias de izquierda a derecha y de arriba abajo en la codificación y la memoria de trabajo. Los resultados mostraron diferencias en los patrones de actividad neural en el cerebelo derecho, giro temporal superior derecho y unión temporoparietal izquierda durante la fase de codificación, e indicaron actividad neural diferencial en las regiones parietal inferior, temporal superior derecha y en la parte derecha del cerebelo en las pruebas de memoria de trabajo.

### El papel de la distracción
Aunque algunas personas pueden luchar contra la dificultad de discriminar izquierda y derecha más que otras, se ha demostrado que realizar esta tarea frente a una distracción, afecta incluso a la capacidad de la persona más competente para diferenciar con precisión entre las dos. Este problema es de particular importancia para los estudiantes de medicina, médicos y profesionales de la salud, donde la distracción en el lugar de trabajo y la inexactitud en este proceso pueden llevar a consecuencias graves, incluidos errores de lateralidad y cirugías del lado equivocado. Los errores de lateralidad en el campo de la aviación también pueden conducir a resultados igualmente devastadores, por ejemplo, causando un gran accidente aéreo. 
La distracción tiene un impacto significativo en la precisión en la tarea, y el tipo de distracción puede alterar la magnitud de estos efectos. Por ejemplo, la distracción cognitiva, que ocurre cuando una persona no está enfocada directamente en la tarea en cuestión, tiene un efecto más profundo en el rendimiento que la distracción auditiva, como la presencia de ruido ambiental continuo. Además, en el campo de la atención de la salud, se ha observado que la rotación mental suele involucrarse en hacer distinciones de izquierda y derecha, como cuando un médico está enfrentando a su paciente y debe ajustarse a las relaciones opuestas de izquierda a derecha.